# Királynék völgye 52
A Királynék völgye 52 (QV52) egy ókori egyiptomi sír a Királynék völgyében. Tulajdonosa a XX. dinasztia idején élt Titi királyné, III. Ramszesz felesége, IV. Ramszesz anyja. Egyike annak a néhány sírnak, ami látogatható a völgyben.
1816-ban ez volt az első sír, amit felfedeztek a völgyben, de a felfedező Giovanni Battista Belzoni, mivel kifosztva találta, úgy vélte, nem érdemes itt kutatni. A sírt leírta Champollion (aki a 3-as számot adta neki), Lepsius (9-es), Wilkinson (12-es) és Hay (2-es).

## A sír leírása
A sír egyenes tengelyű, több helyiségből áll, alaprajza nagyjából szimmetrikus. A bejárati folyosón át egy újabb folyosóra jutunk, ez pedig a négyzet alaprajzú sírkamrába vezet, amelyből három oldalon egy-egy oldalkamra nyílik. A helyiségeket vakolatba vésett, festett mélydomborművek díszítik, a színek kevésbé élénken maradtak fenn, mint a szintén látogatható QV44, QV55 és QV66 sírokban. Minden helyiség mennyezete bézs színű, fehér csillagokkal, eltérően az általában jellemző, kék alapra festett csillagokkal díszített mennyezettől. A királynét hosszú, áttetsző fehér ruhában ábrázolják a sírban.
A bejárati folyosón kevés maradt meg a díszítésből, az ezt követő folyosón Maat szerepel szárnyas istennő alakban, majd az elhunyt királyné képe istenekkel. Mindkét oldalon először az éjszakával és az alvilággal kapcsolatos istenség szerepel (Ptah illetve Thot, majd egy szoláris istenség (Ré-Harahti illetve Atum), utána pedig védelmező istenségek: két-két Hórusz-fiú, valamint a négy védőistennőből kettő, Ízisz és Nebethet. Titi a szoláris istenségek előtt szisztrumot tart kezében, ami Hathorral hozza összefüggésbe. A sírkamrába vezető ajtó két oldalán a másik két védőistennő, Szelket és Neith látható.
A sírkamrában védelmező istenek láthatóak, például az újjászületéssel kapcsolatban álló Herimaat és „a rettegés ura”, Nebneru, valamint a Hórusz-fiak. A három oldalkamra ajtaját kétoldalt védelmező kapuőrök díszítik, hasonlóak a Halottak Könyvéből ismertekhez. A Hórusz-fiaknak áldozatot bemutató királyné fölött a Napisten nappali és éjszakai bárkája látható.
Az oldalkamrák a túlvilág jeleneteit ábrázolják. A jobboldali mellékkamrában kanópuszládák, alvilági istenek, Pe és Nehen lelkei láthatóak, a királyné pedig a szikomorfából ember alakban kiemelkedő, valamint a nyugati hegyek közül tehén alakban előlépő Hathor istennőt imádja. A baloldali mellékkamrában a királyné Hórusz négy fiának áldoz, és Ozirisz előtt is ábrázolják. Mindkét kamrában Titi egy férfi Inmutef-pap képében mutat be italáldozatot az isteneknek. A középső mellékkamrában a királyné számos ülő istenség alakja előtt áll, a hátsó falon, a központi jelenetben trónon ülő Ozirisz látható, körülötte Thot, Nebethet, Neith és Szelket.
A baloldali mellékkamrában nagy gödröt, a sírkamrában kisebb mélyedést vájtak a talajba, ez valószínűleg a harmadik átmeneti korban történt, amikor a sírt újrahasznosították. Mindkettőből temetkezési kellékek töredékes darabjai kerültek elő nagy számban.